# Vevi

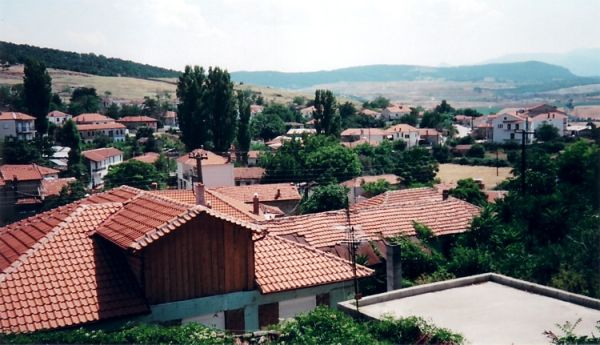

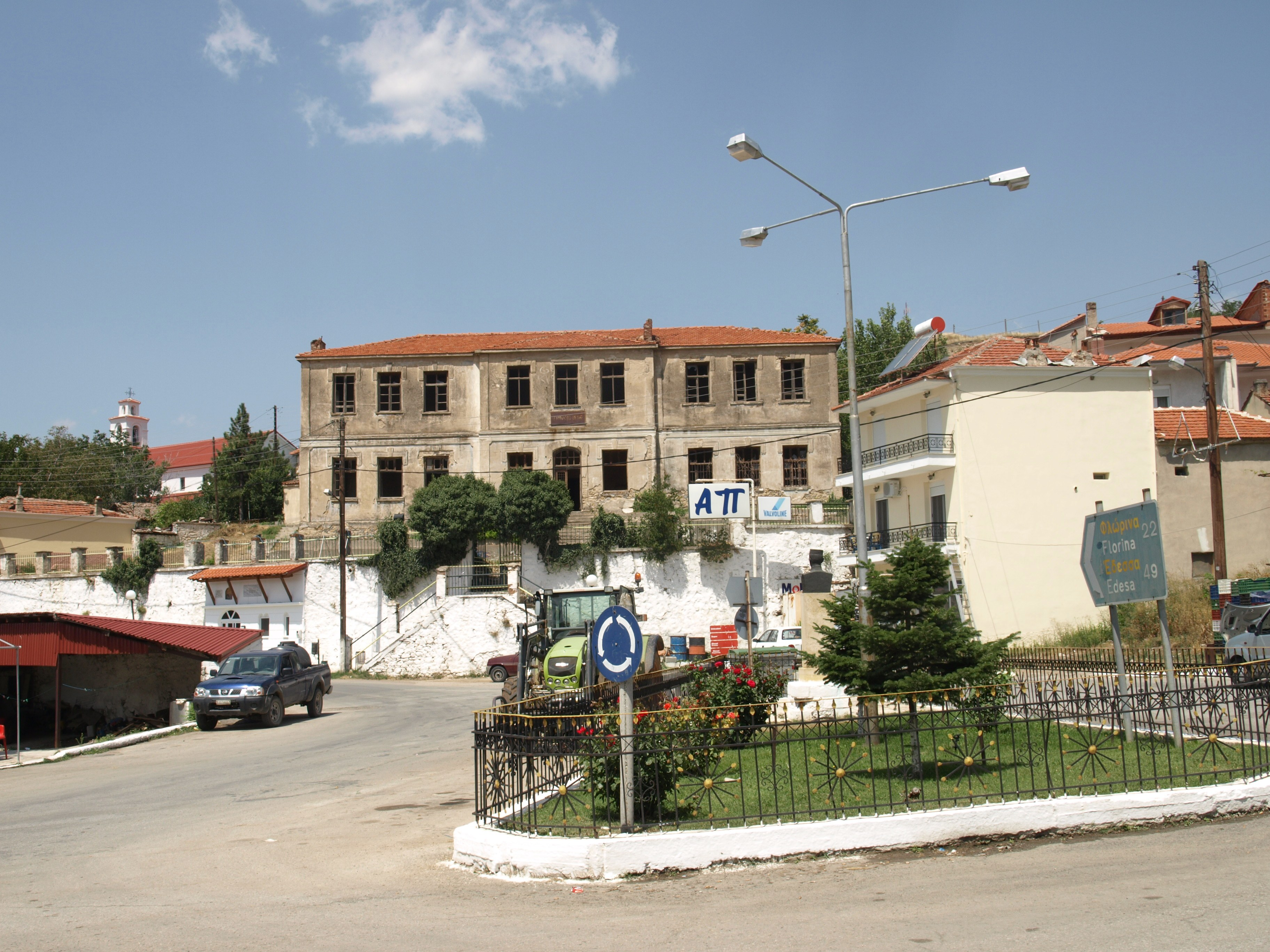

Vevi (Grieks: Βεύη; Bulgaars en Macedonisch: Баница, Banitsa), is een Grieks dorp dat ligt in het oostelijk gedeelte van de regionale eenheid Florina, op twintig kilometer afstand van de stad Florina.

## Algemeen
Het dorp ligt vlak bij een belangrijke splitsing van de nationale snelweg (Εθνική Οδός) E86 waar de E65 zich afsplitst. Het dorp heeft een treinstation. Vevi dankt zijn bekendheid vooral aan de vele oorlogshandelingen die er in de buurt plaatsvonden. De economie is voornamelijk gebaseerd op landbouw. Sinds de jaren tachtig van de 20e eeuw wordt er ook bruinkool in de omgeving van Vevi gewonnen. Hierbij wordt dagbouw toegepast. Deze bruinkool wordt gebruikt voor elektriciteitsopwekking door de DEI.

## Geschiedenis
Het dorp dateert uit de Romeinse tijd. Er zijn verschillende archeologische vondsten gedaan uit deze periode zoals een marmeren torso van een man. Deze vondsten bevinden zich in het Archeologisch Museum van Florina.
Waarschijnlijk lag Vevi vanaf de vijftiende eeuw in Roemelië en maakte deel uit van het Ottomaanse Rijk. Het is niet exact bekend wanneer de Ottomanen Vevi veroverden en bij hun rijk voegde.
Gedurende de Eerste Balkanoorlog vond in 1912 de eerste slag bij Vevi (Μάχη της Βεύης) plaats. Vanaf midden november is Vevi in 1912 door Griekse troepen bezet en bij de Vrede van Boekarest werd Vevi bij Griekenland ingelijfd.
In de Eerste Wereldoorlog was Vevi wederom het toneel van oorlogshandelingen. Op 2 augustus 1916 bezetten Bulgaarse troepen Vevi. Een dag later bezetten deze troepen de hoogvlakte van Liliakos ten oosten van de Klidipas. In september 1916 begonnen de Serven een tegenoffensief. Op 17 september 1916 hadden de Serven de hoogvlakte en de pas heroverd. Hierdoor kwam het gebied onder Servische controle en daarmee onder controle van de geallieerde troepen.
Na de Griekse nederlaag in de Grieks-Turkse oorlog van 1919 tot 1922 en naar aanleiding van het Verdrag van Lausanne kwam er tussen Griekenland en Turkije een z.g bevolkingsuitwisseling. De bevolking werd uitgewisseld naar geloof en etnische kenmerken tussen beide landen. In 1922 werd er ten zuidwesten van Vevi een nederzetting gebouwd door vluchtelingen uit Klein Azië die deze streek hadden moeten verlaten vanwege de Grieks-Turkse oorlog. Deze nederzetting werd Kato Vevi (Κάτω Βεύη) genoemd en werd in 1926 erkend door de Griekse regering.
Tijdens de Tweede Wereldoorlog vond op 11 en 12 april 1941 weer een slag plaats bij Vevi. Deze slag staat ook bekend als de slag om de Klidipas en maakte deel uit van de Griekse campagne gedurende de Tweede Wereldoorlog. De slag vond plaats ten noorden van de stad Amyntaio, dicht bij de noordwestelijke Griekse grens. Geallieerde troepen vochten tegen de troepen van nazi-Duitsland. Als gevolg van deze slag kwam Vevi tot oktober 1944 onder Duitse bezetting.
Vanaf 1942 vond de Griekse Burgeroorlog plaats. (Grieks: Ελληνικός εμφύλιος πόλεμος, Ellinikos emfylios polemos). Dit was een gewapend conflict wat van 1942 tot 1949 duurde tussen Griekse communistische guerrilleros enerzijds en de door het Verenigd Koninkrijk gesteunde Griekse regering anderzijds. Veel mensen namen deel aan deze burgeroorlog aan de kant van het Democratisch Leger van Griekenland (DSE - ΔΣΕ, Δημοκρατικός Στρατός Ελλάδας) welke in 1949 door het rechtse Griekse leger werd verslagen. Als gevolg van deze nederlaag vluchtte veel bewoners van Vevi die aan de kant van de communistische DSE gevochten hadden naar Albanië en Joegoslavië om zich daar te vestigen. Sommigen vluchtten naar de landen van het toenmalige Oostblok. In de jaren 1950 tot 1970 emigreerden veel bewoners van Vevi om economische redenen naar landen als Duitsland, Canada en Australië.
Doordat vele dorpsbewoners waren geëmigreerd in de loop van de tijd, wordt het dorpsbeeld bepaald door vele vervallen huizen. Volgens de dorpsbewoners zou Vevi in de jaren 40-50 van de vorige eeuw rond de 5000 tot 10000 inwoners gehad hebben. Betrouwbare cijfers hierover ontbreken. Volgens de laatst bekende officiële cijfers uit 2001 had Vevi toen nog slechts 688 inwoners.